# ميخائيل هيريرا
ميخائيل هيريرا هو منافس ألعاب قوى كوبي، ولد في 5 يونيو 1985 في بينار ديل ريو في كوبا.

## وصلات خارجية
- ميخائيل هيريرا على موقع الاتحاد الدولي لألعاب القوى (الإنجليزية)
- ميخائيل هيريرا على موقع أوليمبيديا (الإنجليزية)